# Ann-Sofie Sandberg
Ann-Sofie Sandberg, född 1951, är en svensk professor i livsmedelsvetenskap vid Chalmers tekniska högskola.
Sandberg disputerade 1982 på en avhandling om påverkan av kostfibrer på stomipatienter. Hennes forskning handlar bland annat om användning av biologiska tekniker för att förbättra näringsegenskaper eller fysiologisk funktion hos livsmedel eller livsmedelskomponenter. 
Sandberg blev 2010 invald som ledamot av Kungl. Ingenjörsvetenskapsakademien, och utnämndes 2013 till hedersdoktor på Sahlgrenska akademin bland annat för att hon  "samarbetat med olika forskargrupper vid Sahlgrenska akademin och därigenom etablerat starka band mellan den tekniska och medicinska forskningen i Göteborg".
Sandberg tilldelades 2014 Gustaf Dalénmedaljen för "framstående vetenskapliga insatser inom livsmedelsområdet, som framgångsrikt bidragit till att stärka Chalmers varumärke som högskola och som internationellt framstående forskningsmiljö", där man också framhöll att hon "varit en föregångare att skapa jämställda forskningsmiljöer ... där hon bidragit genom eget agerande, och genom att vara ett föredöme". 
Sandberg är medförfattare till mer än tre hundra vetenskapliga artiklar inom sina fackområden. Enligt Google Scholar har hennes publicering (2022) nära 12 000 citeringar och ett h-index på 56